# Enrico di Franconia
Enrico di Franconia, in francese Henri (nella prima metà del IX secolo – Parigi, 28 agosto 886) fu marchese di Neustria, dall'885 alla sua morte e duca di Franconia.

## Origine
Non si conosce l'esatta ascendenza di Enrico, ma si presume che discendesse da Poppone I di Franconia (padre o nonno), capostipite dei Popponidi. Comunque secondo gli Annales Fuldenses Enrico aveva due fratelli, Poppone II ed Egino, entrambi margravi di Turingia.

## Biografia
Nell'866, secondo  gli Annales Fuldenses, Enrico comandava le truppe del re dei Franchi Orientali, Ludovico II il Germanico, per contrastare il tentativo di ribellione del figlio, Carlomanno di Baviera.
Sempre secondo  gli Annales Fuldenses, nell'871 era ancora accanto al re Ludovico II come suo vassallo (vassallus) e nell'880, a fianco del re dei Franchi Occidentali, Luigi III il Giovane, assieme ad Adalardo il Siniscalco, si scontrò con le truppe di Ugo di Lotaringia, comandate da Tebaldo d'Arles, e ottenne una cruenta vittoria, con l'uccisione di parecchi nemici. Secondo gli Annales Vedastini, Tebaldo, che era partigiano di Bosone I di Provenza contro Luigi III il Giovane, per la corona di Provenza, in quello scontro, fu gravemente ferito da Enrico di Franconia.
Nell'882, Enrico, nella guerra civile tra Sassoni e Turingi, appoggiò il fratello Poppone II che riuscì a conquistare la Turingia meridionale e nell'883 si scontrò, assieme all'arcivescovo di Magonza Liutberto, con i vichinghi che erano in loco a saccheggiare a Prüm, ottenendo la vittoria.
All'inizio dell'885, Enrico attirò in un'imboscata Ugo di Lotaringia, che fu fatto prigioniero, e per ordine del proprio cugino, l'imperatore, Carlo il Grosso, fu accecato e rinchiuso nel monastero dell'abbazia di Prüm, dove poi morì.
Dopo la morte di Ragenoldo, a Rouen, combattendo contro i Vichinghi, nell'estate dell'885, Enrico fu insignito del titolo di marchese di Neustria per combattere i vichinghi.
Trovò la morte nell'886 all'assedio di Parigi combattendo contro i Vichinghi e la sua morte è citata nei necrologi dell'abbazia di Fulda. Enrico fu tumulato nell'abbazia di San Medardo a Soissons
L'imperatore Carlo il Grosso allora investì del titolo di marchese di Neustria contro i Vichinghi, Berengario II.

## Discendenza
Si è ipotizzato, secondo la cronaca dell'Annalista Saxo, che Enrico avesse sposato Ingeltrude, la figlia del marchese Eberardo del Friuli e di Gisella, figlia di Ludovico il Pio. Ebbe 4 figli:
- Edvige (ca. 850-903), che sposò Ottone l'Illustre e assieme generarono Enrico l'Uccellatore;
- Adalberto (?-906 giustiziato);
- Adalardo (?-903 giustiziato);
- Enrico (?- ca. 903 caduto in battaglia).

### Fonti primarie
- (LA)  Annales Fuldenses; sive, Annales regni Francorum orientalis ab Einhardo, Ruodolfo, Meginhardo....
- (LA)  Monumenta Germaniae Historica, Scrptores tomus I.
- (LA)  Annales Bertiniani.

### Letteratura storiografica
- René Poupardin, I regni carolingi (840-918), in Storia del mondo medievale, vol. II, 1999, pp. 583–635
- Allen Mayer, I vichinghi, in Storia del mondo medievale, vol. II, 1999, pp. 734–769